# 金子光伸
金子 光伸（かねこ みつのぶ、1957年9月25日 - 1997年6月11日）は、日本の元俳優。東京都出身。

## 来歴
1960年代に子役として活動。東映制作の特撮テレビドラマ『悪魔くん』や『ジャイアントロボ』の主演俳優を務めた。
両親の意向により、1969年に芸能界を引退した後は旅行代理店に就職し、ツアーコンダクターを務めていた。東映プロデューサーの平山亨によると『仮面ライダー (スカイライダー)』のスカイライダー / 筑波洋役を東映から要請されたが、すでに就職していたので断っている。また1982年からの雑誌連載『仮面ライダーZX』の主役・村雨良役にも予定されていたが、実現には至らなかった。当時すでに就職していたが、平山に「俳優をやらせてほしい」とたびたび連絡していたため、平山が一度だけの条件で依頼した。しかし、父親からの反対で断念している。
1987年、29歳のときに深夜番組『オールナイトフジ』に出演。
1992年、Vシネマとして製作された京本政樹主演の『髑髏戦士ザ・スカルソルジャー / 復讐の美学』で、『悪魔くん』でメフィスト役を務めていた潮健児とともにラスト近くでワンカットだけ登場する。
1997年6月11日に死去。39歳没。死亡については金子の家族が平山にだけ伝えており、平山が後日に公表した。

## 出演作品

### 映画
- 丘は花ざかり（1963年、日活） - 野呂明 役
- 俺たちの血が許さない（1964年、日活）
- 氷点（1966年）

### テレビドラマ
- おかあさん 第2シリーズ 第307話「父ちゃんを追っかけろ」（1965年、TBS）
- スパイキャッチャーJ3（1965年 - 1966年、NETテレビ / 東映）
- 快傑黒頭巾（1966年、フジテレビ）
- 悪魔くん（1966年 - 1967年、NETテレビ / 東映）- 山田真吾（主演）役
- ジャイアントロボ（1967年 - 1968年、NETテレビ / 東映）- 草間大作（主演）役
- コメットさん 第51話「ふしぎなふしぎな笹舟」（1968年、TBS / 国際放映）- タロー 役
- 天と地と（1969年、NHK）
- 迷子の天使（1969年、NHK）
- 無用ノ介 第3話「吹雪が無用ノ介の肩で舞う」（1969年、日本テレビ / 国際放映）- 石山頼母 役